# Elattoneura tetrica
Elattoneura tetrica är en trollsländeart som först beskrevs av Harry Hyde Laidlaw, Jr. 1917.  Elattoneura tetrica ingår i släktet Elattoneura och familjen Protoneuridae. IUCN kategoriserar arten globalt som livskraftig. Inga underarter finns listade i Catalogue of Life.